# Ibrahim Makhous
Ibrahim Makhūs o Ibrahim Makhous o Brahim Makhous (en árabe: إبراهيم ماخوس) fue un político sirio miembro del Partido Baaz Árabe Socialista que ocupó el cargo de Ministro de Asuntos Exteriores durante el mandato de Salah Jadid.
Después de la toma del poder de Hafiz al-Asad, Makhous estableció el Partido Baaz Árabe Socialista. Makhūs murió en 2013, a la edad de los 88 años.

## Biografía
Ibrahim Makhūs nació en una familia alawita rural entre Latakia y Antioquia. Su padre era un jeque religioso que también trabajó como jornalero, aunque finalmente llegó a poseer 100 dunam de tierras agrícolas. Sirvió como árbitro de las disputas locales y fundó una gran organización caritativa en la región costera siria llamada "al-Jam'iyyah al-Khayriyyah". Creció hasta tener su presencia en unos setenta pueblos y estableció una de las primeras escuelas secundarias mixtas de la zona.
Desde muy joven, Makhūs trabajó en la asociación de su padre, viajando con frecuencia por el interior de Latakia, donde se hizo íntimamente consciente de las dificultades del campesinado. Cuando aún era estudiante, luchó en la Guerra árabe-israelí de 1948 como voluntario de las fuerzas árabes. :

Tengo dudas considerables de que lo hiciera, y de hecho, pensó que los palestinos estaban equivocados rompiendo la decisión de la ONU.

Durante la guerra de Independencia de Argelia, que comenzó en 1954, sirvió como físico voluntario.